# 裨諶
裨諶，春秋时期郑国大夫。俞樾、张澍、朱骏声认为他和裨灶是同一人。
前544年（周景王元年、鲁襄公二十九年、郑简公二十二年）公孙黑与良霄矛盾激化，公孙黑准备攻打良霄，郑国大夫们为他们调和，在良霄家里结盟。裨谌说：“这次结盟，能维持多久呢？《诗》云：‘君子屡盟，乱是用长。’现在这是滋长动乱的做法，祸乱不止，一定要三年后才能缓解。”然明说：“政权会到哪家去？”裨谌说：“善人代替恶人是天命，政权怎能避开子产？若不越级提拔别人，那么按位班也应轮到子产执政了。选择提拔贤人，他为世人所尊重。上天又为子产清除道路，使良霄丧失了心魄，公孙夏现在又去世了，执政之人只有子产不能辞其责。上天降祸给郑国很久了，一定要让子产平息，国家才可以安定。不如此，郑国将会灭亡。”
前542年（周景王三年、鲁襄公三十一年、郑简公二十四年），子产执政，选择贤能。裨谌能出谋划策，在野外策划就正确，在城内策划就不得当。郑国在外交上有事时，子产就和裨谌一起坐车到野外去，让他策划是否可行。。
《论语》里记载孔子说，郑国制订外交文件，由裨谌起草，世叔（子太叔）提出意见，外交官子羽（公孙挥）修改，居住在东里的子产作加工润色。《汉书·古今人表》将他列为中上第四等。